# Cassidyit
Cassidyit (IMA-Kurzsymbol Cdy) ist ein sehr selten vorkommendes Mineral aus der Mineralklasse der „Phosphate, Arsenate und Vanadate“ mit der idealisierten chemischen Zusammensetzung Ca2Ni(PO4)2·2H2O und damit chemisch gesehen ein wasserhaltiges Calcium-Nickel-Phosphat und das Nickel-Analogon von Collinsit.
Da allerdings in den bisher untersuchten natürlichen Cassidyitproben stets ein Teil des Nickels durch Magnesium ersetzt (substituiert) war, wurde die Formel in der Originalbeschreibung mit Ca2(Ni,Mg)(PO4)2·2H2O angegeben. In der kristallchemischen Strukturformelschreibweise entspricht dies der Formel Ca2(Ni,Mg)[PO4]2·2H2O.
Cassidyit kristallisiert im triklinen Kristallsystem und entwickelt faserige bis kugelige Mineral-Aggregate oder krustige Überzüge. Das Mineral wirkt allgemein durchscheinend blass- bis hellgrün, ist allerdings im Durchlicht farblos.

## Etymologie und Geschichte
Entdeckt wurde Cassidyit zusammen mit Reevesit erstmals in Mineralproben des Wolf-Creek-Meteoriten, den man 1947 am Wolfe-Creek-Krater nahe Halls Creek in Westaustralien fand. Das seit dem Einschlag vor vermutlich 300.000 Jahren stark verwitterte Fragment des ursprünglichen Meteoriten gehört zur Klasse der Eisenmeteoriten vom Typ mittlerer Oktaedrit IIIAB und hatte ein Gewicht von 760 kg.
Die Analyse und Erstbeschreibung von Cassidyit und Reevesit erfolgte durch John S. White jr., E. P. Henderson und Brian Mason, die das erstgenannte Mineral nach dem Geologen und Professor für Geologie und Planetologie an der Universität von Pittsburgh William A. Cassidy (1928–2020) benannten. Dieser hatte unter anderem 1953 den Wolfe-Creek-Krater kartiert und erkannte zudem, dass die Antarktis das größte Meteoritenlager der Erde darstellt. White, Henderson und Mason sandten ihre Untersuchungsergebnisse und den gewählten Namen 1966 zur Prüfung an die International Mineralogical Association (interne Eingangs-Nr. der IMA: 1966-024), die den Cassidyit als eigenständige Mineralart anerkannte. Die Erstbeschreibung wurde im Folgejahr im Fachmagazin American Mineralogist publiziert.
Der Wolf-Creek-Meteorit gilt auch als Typlokalität für den 1969 von George T. Faust, Joseph J. Fahey, Brian Mason, Edward J. Dwornik erstbeschriebenen Pecorait.
Das Typmaterial von Cassidyit wird im National Museum of Natural History (NMNH) unter der Sammlungs-Nr. 119552/4 oder 19553 und
119554A aufbewahrt.

## Klassifikation
In der veralteten 8. Auflage der Mineralsystematik nach Strunz gehörte der Cassidyit zur Mineralklasse der „Phosphate, Arsenate und Vanadate“ und dort zur Abteilung „Wasserhaltige Phosphate, Arsenate und Vanadate ohne fremde Anionen“, wo er zusammen mit Anorthoroselith (ehemals Roselith-β, Roselith-Beta), Collinsit, Fairfieldit, Messelit und Talmessit die „Fairfieldit-Reihe:“ mit der System-Nr. VII/C.12a innerhalb der „Fairfieldit-Roselith-Gruppe“ (VII/C.12) bildete.
Im zuletzt 2018 überarbeiteten und aktualisierten Lapis-Mineralienverzeichnis nach Stefan Weiß, das sich aus Rücksicht auf private Sammler und institutionelle Sammlungen noch nach dieser alten Form der Systematik von Karl Hugo Strunz richtet, erhielt das Mineral die System- und Mineral-Nr. VII/C.17-40. In der „Lapis-Systematik“ entspricht dies ebenfalls der Abteilung „Wasserhaltige Phosphate, ohne fremde Anionen“, wobei in den Gruppen VII/C.16 bis 34 die Minerale mit mittelgroßen bis großen Kationen: Fe-Mn-Zn-Mg und Ca-(NH4)1+ eingeordnet sind. Cassidyit bildet hier zusammen mit Anorthoroselith, Brandtit, Collinsit, Fairfieldit, Gaitit, Hillit, Messelit, Nickeltalmessit, Parabrandtit, Rruffit, Roselith, Talmessit, Wendwilsonit und Zinkroselith die „Fairfieldit-Roselith-Reihe“.
Auch die von der IMA zuletzt 2009 aktualisierte 9. Auflage der Strunz’schen Mineralsystematik ordnet den Cassidyit in die Abteilung der „Phosphate usw. ohne zusätzliche Anionen; mit H2O“ ein. Diese ist allerdings weiter unterteilt nach der relativen Größe der beteiligten Kationen und dem Stoffmengenverhältnis vom Phosphat-, Arsenat- bzw. Vanadatkomplex zum Kristallwassergehalt, so dass das Mineral entsprechend seiner Zusammensetzung in der Unterabteilung „Mit großen und mittelgroßen Kationen; RO4 : H2O = 1 : 1“ zu finden ist, wo es zusammen mit Anorthoroselith, Collinsit, Fairfieldit, Gaitit, Hillit, Messelit, Nickeltalmessit, Parabrandtit und Talmessit die „Fairfielditgruppe“ mit der System-Nr. 8.CG.05 bildet.
Die vorwiegend im englischen Sprachraum gebräuchliche Systematik der Minerale nach Dana ordnet den Cassidyit ebenfalls in die Klasse der „Phosphate, Arsenate und Vanadate“ und dort in die Abteilung der „Wasserhaltige Phosphate etc.“ ein. Hier ist er zusammen mit Anorthoroselith, Collinsit, Fairfieldit, Gaitit, Hillit, Messelit, Nickeltalmessit, Parabrandtit und Talmessit in der „Fairfieldit-Untergruppe (Triklin: P1)“ mit der System-Nr. 40.02.02 innerhalb der Unterabteilung „Wasserhaltige Phosphate etc., mit A2+(B2+)2(XO4) × x(H2O)“ zu finden.

## Kristallstruktur
Cassidyit kristallisiert in der triklinen Raumgruppe P1 (Raumgruppen-Nr. 2) mit den Gitterparametern a = 5,71 Å; b = 6,73 Å; c = 5,41 Å; α = 96,8°; β = 107,3° und γ = 104,6° sowie einer Formeleinheit pro Elementarzelle.

## Bildung und Fundorte
Cassidyit bildet sich als Umwandlungsprodukt aus Schreibersit in Hohlräumen und Rissen von stark verwitterten Eisen-Nickel-Meteoriten. Als weitere Begleitminerale können unter anderem Apatit, Goethit, Jarosit, Lipscombit, nickelhaltiger Maghemit, Reevesit und nickelreiche Serpentine auftreten.
Bisher ist der Wolf-Creek-Meteorit der einzige dokumentierte Fundort für Cassidyit.